# Конфірмація (протестантизм)
Протестантська конфірмація — церемонія, яка завершує релігійну освіту катехуменів, зазвичай підлітків, у церквах Реформації. Акт затверджує обітницю хрещення і знаменує допуск конфірманта до Вечері Господньої та перехіду до дорослого життя у вірі.

## Нез'ясований статус

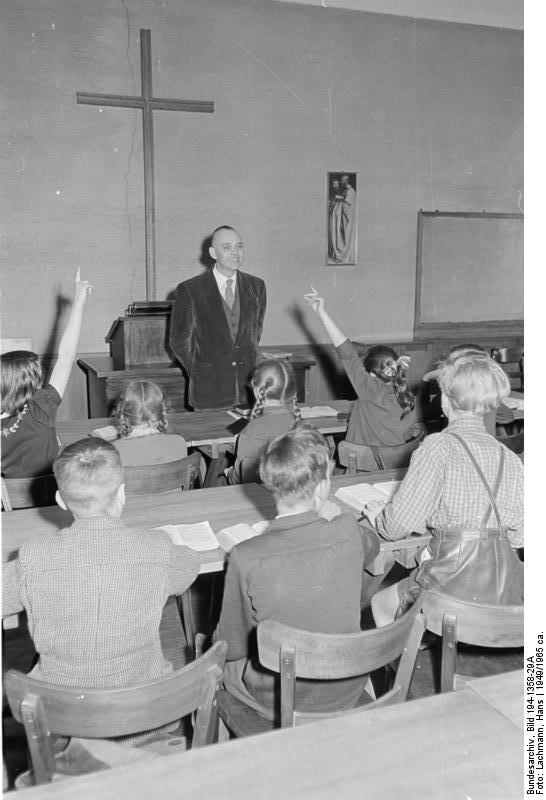
Затвердний іспит, Німеччина 1949 рік.

У шістнадцятому столітті реформатори звели таїнства до двох: хрещення і Вечері Господньої. Всі інші католицькі таїнства, тобто конфірмація, шлюб, рукоположення в сан священника, покаяння і миропомазання, не були збережені, оскільки вони не згадуються в Біблії, а належать до церковної традиції. Таким чином, конфірмація не є обов'язковою церемонією.
Не всі реформатори були одностайні в рішенні. Жан Кальвін у своїй "Інституції християнської релігії" стверджував, що конфірмація "не може називатися такою без того, щоб не чинити несправедливості хрещенню", і вимагав її скасування на користь іспиту. Під час іспиту діти, починаючи з десятирічного віку, мали б зробити сповідування віри та відповісти на запитання щодо віровчення. Мартін Лютер відносив обряд до церковних звичаїв і не надавав йому особливого значення, але хрещення залишав цінним саме по собі, а катехизація і сповідь катехумена мають доповнювати церемонію. З цієї причини, починаючи з 1523 року, він виступав за єдиний іспит в кінці катехитичного навчання, разом з першою участю в Вечері Господній. 
Саме для страсбурзького реформатора Мартіна Буцера (1491-1551) конфірмація набула важливого значення, щоб спростувати критику анабаптистів щодо хрещення немовлят. Він намагався вдосконалити її, наголошуючи на п'яти її аспектах: визнання віри й зобов'язання, покладання рук і помазання Духом, прийняття церковної дисципліни (церковний ординар), прийняття до церкви. Він намагався посилити його, підкреслюючи п'ять його аспектів: визнання віри й зобов'язання, покладання рук і помазання Духом, прийняття церковної дисципліни (церковний ординар), допуск до Вечері Господньої й благословення. Вона має бути доступною для всіх дітей, які достатньою мірою виховані в християнській вірі, і має бути результатом особистого (а не звичаєвого) процесу. 
Однак конфесіоналізм не так легко сприймався протестантами. Та й сам Бусер не зміг спочатку втримати його в Страсбурзі. Вперше він був прийнятий у німецькій землі Гессен (про його впровадження свідчать Дисциплінарний ордонанс 1539 року та Церковний ордонанс Касселя). Невдовзі після цього (1539 або 1543 р.) Бусеру нарешті вдалося відновити конфірмацію в Страсбурзі
Наступник Бусера на чолі страсбурзької церкви Жан Марбах продовжував практикувати конфірмацію, як і наступні пастори. Однак на початку 17 століття вона занепала. Знову вона почала практикуватися лише у 18 столітті й особливо у 19 столітті, зокрема, завдяки пієтистському відродженню.
Нинішня практика має тенденцію визнавати конфірмацію лише як благословення. Саме тому у 1990 році базельський богослов Вальтер Найдхарт запропонував зберегти ідею благословення для визначення конфірмації, щоб зберегти богословську узгодженість та задовольнити соціальний запит, оскільки протестантські спільноти часто використовували її як обряд переходу. 

## Обряд посвяти

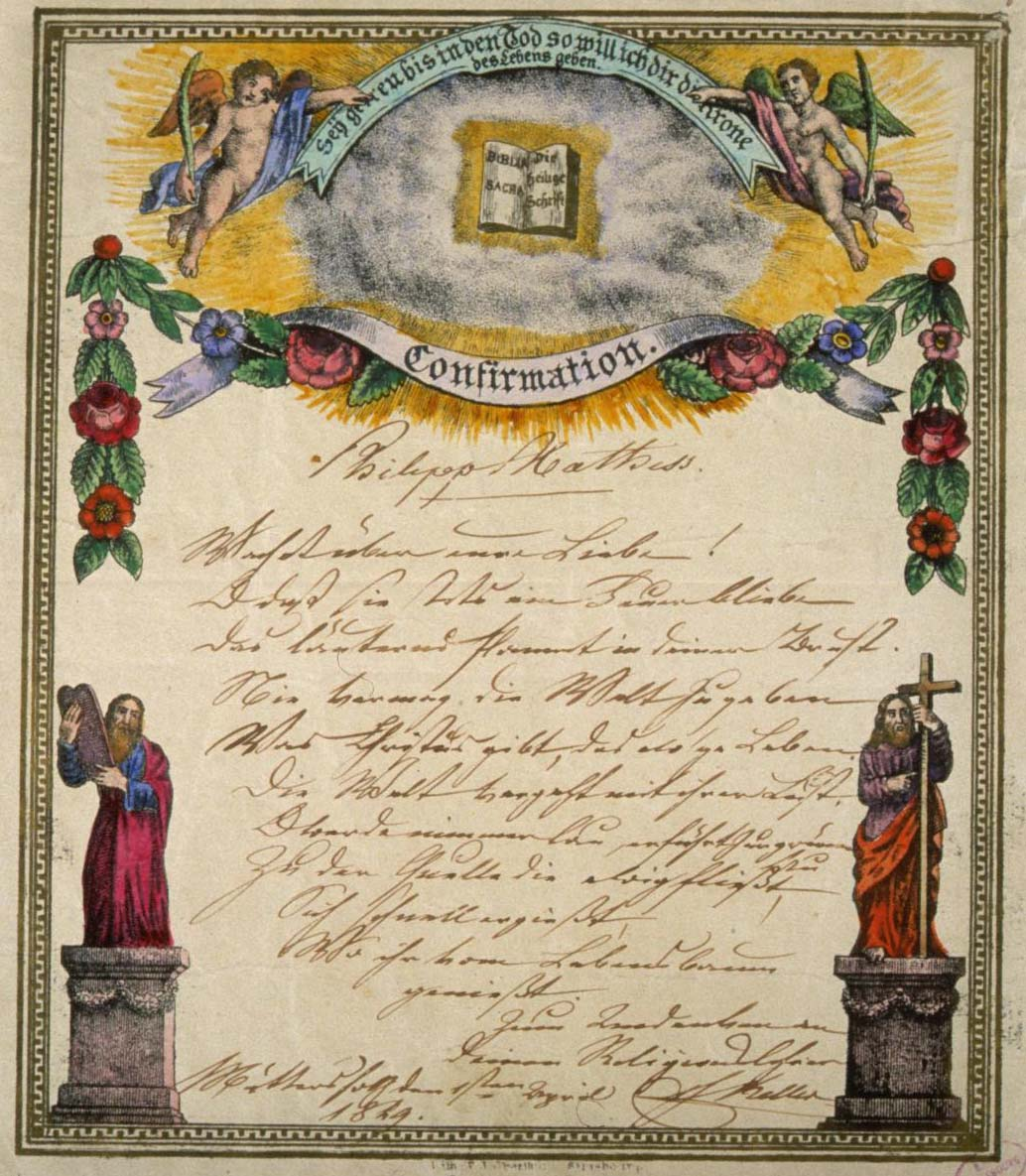
Підтверджувальний сувенір Філіпа Матіса (1849 р.). - Coll. УНСО.

Жан-Фредерік Остервальд (1663-1747) намагався ввести церемонію конфірмації у звичаї франкомовного протестантизму, але лише у 19 столітті вона утвердилася по всій країні. Спочатку конфірмантам було від сімнадцяти до вісімнадцяти років. Саме за Людовика XV цей вік було знижено до чотирнадцяти років, оскільки, коли батько переходив у католицизм, його діти також ставали католиками, якщо вони ще не причащалися Вечері Господньої. Оскільки повернення до протестантизму не було прийнято католиками у Франції в той час, протестантська церква вирішила знизити вік допуску до Вечері Господньої, а отже, і до конфірмації. Тривалий час, з кінця 19 століття до 1960-х років, цей вік відповідав віку закінчення школи більшістю підлітків, що сприяло його утвердженню як обряду переходу до дорослого життя. 